# Aptostichus chemehuevi
Aptostichus chemehuevi es una especie de araña migalomorfa del género Aptostichus, familia Euctenizidae. Fue descrita científicamente por Bond en 2012.
Habita en los Estados Unidos.